# Basilio Khouri
Basilio Khouri, auch Basilio Khoury (* 23. März 1883 in  Marra (Syrien); † 21. November 1941), war Erzbischof der  Melkitischen Griechisch-Katholischen Kirche von  Homs in Syrien. 

## Leben
Basilio Khouri wurde am 20. November 1920 zum Nachfolger von Flaviano Khoury zum Erzbischof von Homs ernannt. Der Patriarch von Antiochien Erzbischof Demetrios I. Kadi weihte ihn am 12. Dezember 1920 zum Bischof. Unter gleichzeitiger Ernennung zum Titularerzbischof von  Sergiopolis wurde er am 25. Oktober 1938  emeritiert und war bis zu seinem Tod am 21. November 1941 Alterzbischof von Homs. Als sein Nachfolger wurde Athanasios Toutoungi ernannt.